# 横浜総合卸センター
横浜総合卸センター（よこはまそうごうおろしセンター）は、神奈川県横浜市瀬谷区卸本町にある卸売問屋街である。

## 概要
1966年（昭和41年）横浜市を中心に、神奈川県内卸商社による経営の近代化・合理化を目指した集団化構想の下に企業の経営基盤の強化を図ることと、地域経済発展を目指す目的で、同県内初の卸団地として設立された。1974年（昭和49年）の完成以降、東名高速道路・保土ヶ谷バイパス・環状4号線が交わる交通至便の塵を生かし「国際文化都市・横浜」の物流を支えている。

## 組合概要
- 協同組合横浜総合卸センター
- 組合設立：1966年(昭和41年)1月
- 施設完成：1974年(昭和49年)4月

## 施設概要
- 組合数73社、従業員数1500人、年商額2400億円、敷地面積116,500m2

施設内には卸売問屋店のほかに、郵便局や神奈川県産業会館、駐車場、公園などがある。

## 主な企業
※入居する主な企業は以下の通り。
- 曙物産
- IZUMIYA
- カサハラフーズ
- 東京クラウン
- ヨネヤマ
- ヤマト運輸
- アート引越センター
- ネッツトヨタ神奈川

## アクセス
- バス

相鉄線三ツ境駅から組合バス（専用バス）
小田急江ノ島線鶴間駅または、相鉄線鶴ヶ峰駅から神奈中バス「卸センター前」下車。
JR横浜線十日市場駅から組合バス（専用バス）または、横浜市営バス「長津田南」下車。
- 自家用車

東名高速横浜町田ICから国道16号線の交差点（旧・卸センター入口交差点）を左折し、さらに環状4号線「滝沢交差点」と「瀬谷土橋公園入口交差点」を左折。
保土ヶ谷バイパス上川井ICから目黒方面「卸センター南側交差点」を右折。